# Papilio bromius
Papilio chrapkowskoides là một loài bướm thuộc họ Bướm phượng (Papilionidae). 
Loài Papilio bromius được mô tả năm 1845 bởi Doubleday. Loài bướm Papilio bromius sinh sống ở .

## Hình ảnh

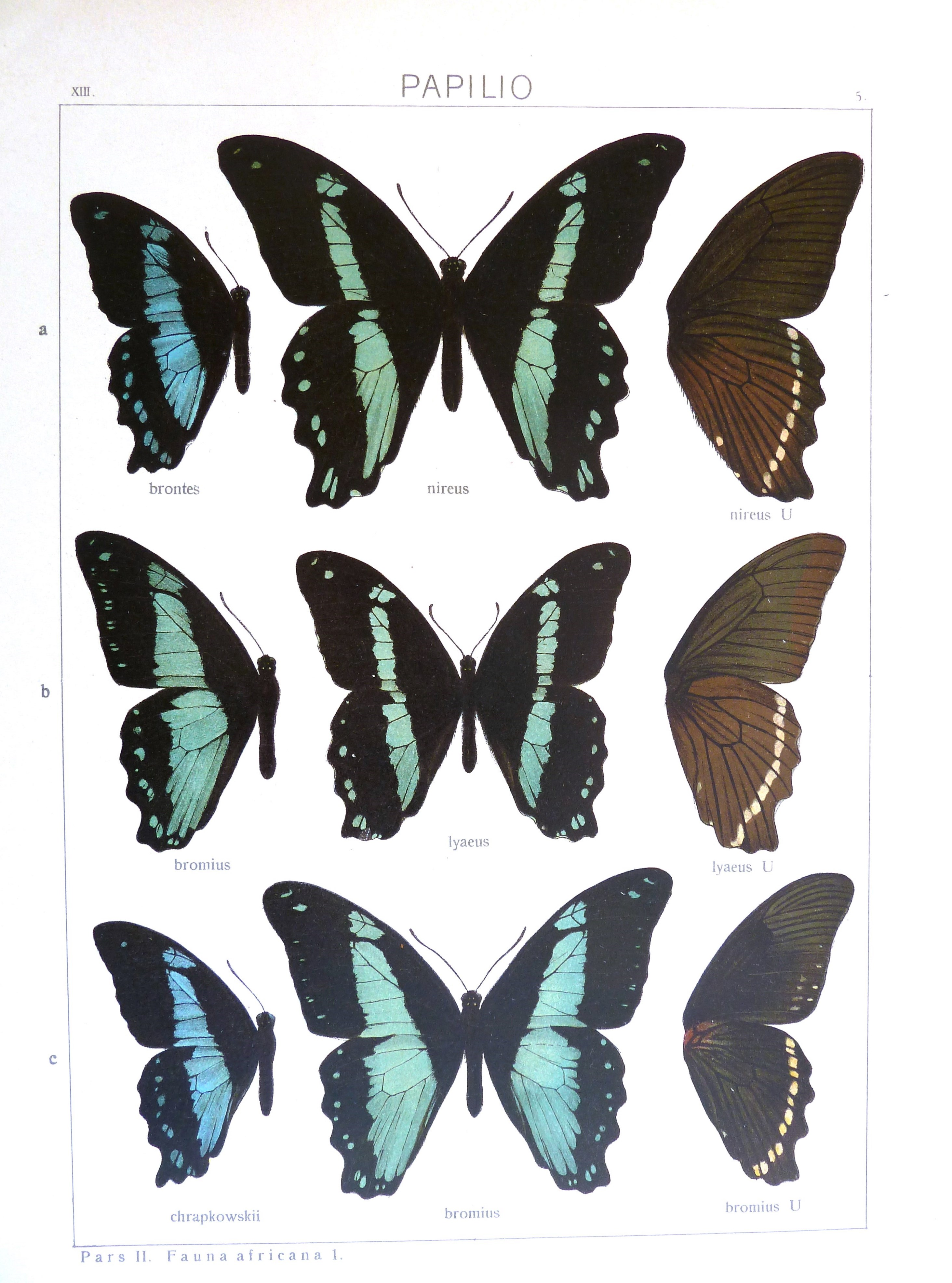